# Cantone di Yaguachi
Il Cantone di Yaguachi è un cantone dell'Ecuador che si trova nella Provincia del Guayas.
Il capoluogo del cantone è Yaguachi.